# Schermereiland

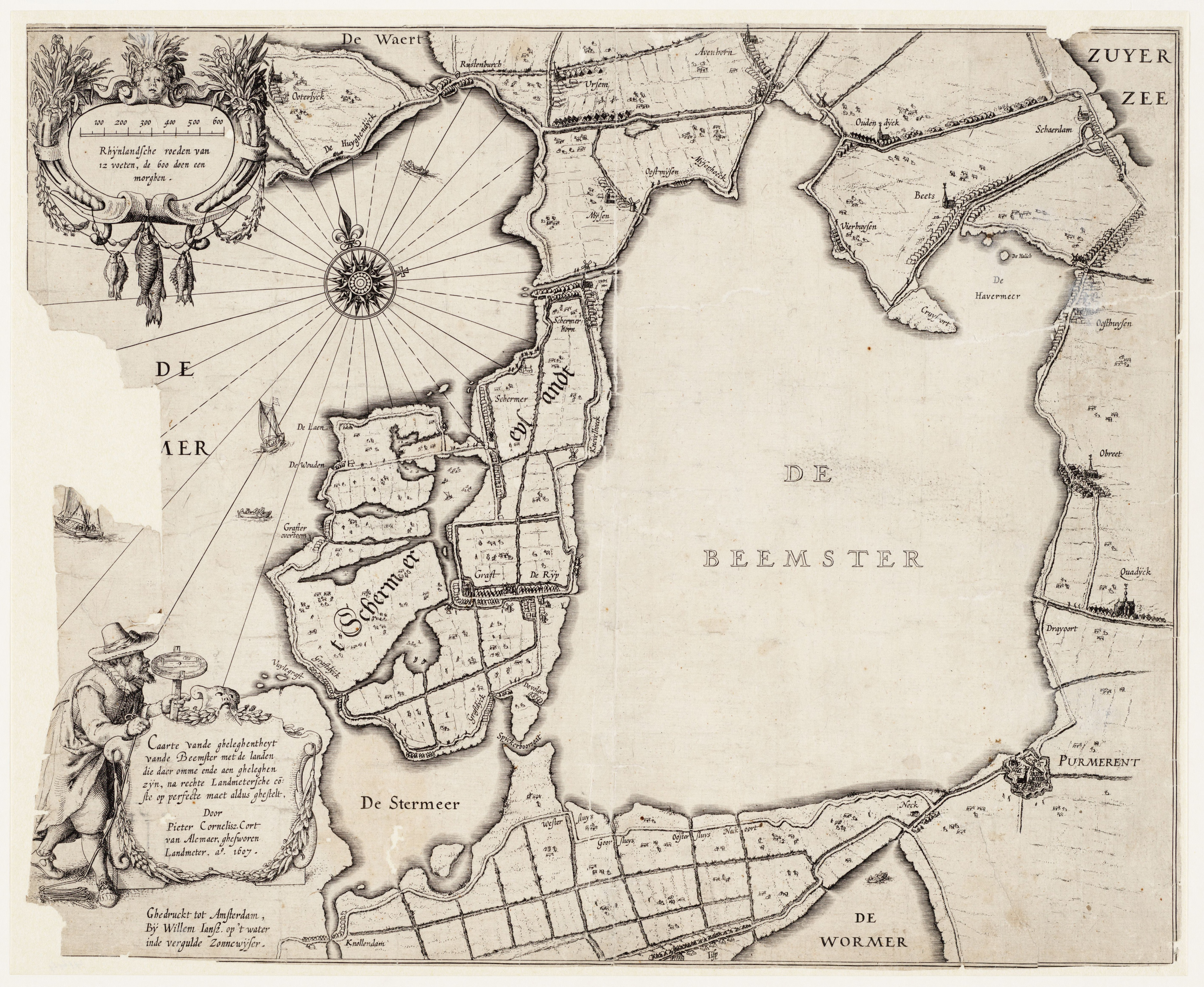
Kaart met het Schermereiland in 1607

Het Schermereiland is een voormalig eiland tussen de Schermer en de Beemster. Op het Schermereiland liggen de dorpen Graft, De Rijp, Schermerhorn, Grootschermer, Driehuizen, Oost-Graftdijk en West-Graftdijk.
Het Schermereiland bestaat nu uit de Eilandspolder en de Mijzenpolder.

## Geschiedenis
Het Schermereiland is ontstaan in de Middeleeuwen. In het aangesloten veengebied achter de Noord-Hollandse duinen werden stukken veen weggeslagen en ontstonden grote meren als het Schermeer en het Beemstermeer. De eerste bronnen over bewoners van het Schermereiland dateren van na die tijd. De bewoners leefden van landbouw en visserij, later ook van haringvisserij en walvisvaart. Toen in 1612 de Beemster en in 1635 de Schermer werden drooggemaakt, hield het Schermereiland op een eiland te zijn. De geschiedenis van het Schermereiland wordt belicht in Museum in 't Houten Huis.